# Álvaro de Faria
Álvaro de Faria (c. 1460 – d. Maio de 1512) foi um militar português, 4.° Governador de Arzila.

## Família
Álvaro de Faria era filho natural de Pedro de Faria, nascido cerca de 1435, mas que não se documenta nem foi legitimado, talvez por ter falecido antes de 29 de Agosto de 1475, data em que suas alegadas irmãs foram legitimadas, mas que, mais provavelmente, não foi legitimado por ser clérigo, a quem D. João II, faz mercê da Igreja de São Tiago de Sarzedas, a 17 de Março de 1491, este filho não legitimado doutro Álvaro de Faria, comendador do Seixo e do Casal (Seia), o qual serviu em África na Praça de Alcácer-Ceguer governando o Conde D. Duarte de Meneses, como se vê na Crónica deste Conde Cap. 68 e 86, e de Isabel Vasques. Manuel de Faria e Sousa dá ao comendador Álvaro de Faria um filho Pedro de Faria e uma filha Beatriz de Faria, casada com D. João de Eça. Mas confunde este Pedro de Faria com outro, posterior, também filho de um Álvaro de Faria, que seria neto paterno deste Pedro.

## Biografia
A 28 de Agosto de 1486 é nomeado 4.° Governador de Arzila, em substituição de D. João de Meneses, 1.º Conde de Tarouca, nomeado capitão de Tânger. Durante este período, a 14 de Maio de 1487, recebe do rei D. João II de Portugal carta de privilégio de fidalgo, sucedendo-lhe D. Vasco Coutinho, conde de Borba que recebe oficialmente o governo de Arzila a 9 de Junho de 1490, mas que já ocupava o posto (interinamente?) desde 1488, visto que é este último que nesse ano vence e cativa o alcaide de Alcácer.
A 7 de Fevereiro de 1498, Álvaro de Faria, fidalgo da Casa Real, teve instrumento de aforamento dumas casas em Lisboa, junto do hospital dos Meninos, à porta de São Vicente, freguesia de Santa Justa. A 10 de Maio de 1512 D. Manuel I de Portugal mandou dar a Álvaro de Faria, fidalgo da sua Casa, 50 cruzados de mercê.
Segundo Manuel de Faria e Sousa, foi capitão-mor de Malaca, mas estava certamente confundido com seu filho, Pedro de Faria ou Pero de Faria, 10.º e 14.º capitão-mor de Malaca de 20 de Julho de 1528 a 1529 e de 1539 a 1542.